# Tsjecho-Slowaakse parlementsverkiezingen 1971

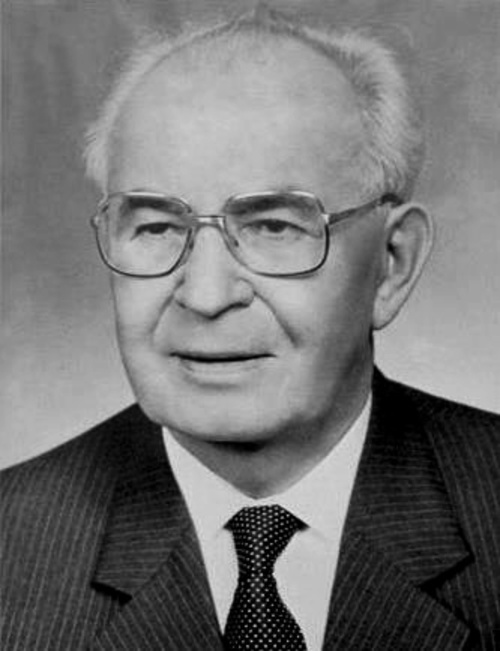
De eerste secretaris van de Tsjecho-Slowaakse Communistische Partij (KSČ) Gustáv Husák (1913-1991)

De Tsjecho-Slowaakse parlementsverkiezingen van 1971 vonden op 27 en 28 november van dat jaar plaats. Het waren de eerste verkiezingen na de Praagse Lente (1968) en de federalisering van de Tsjecho-Slowaakse Socialistische Republiek. Als gevolg van deze federalisering kregen de Tsjechische Socialistische Republiek en de Slowaakse Socialistische Republiek een vorm van zelfbestuur. Dit had ook zijn neerslag op het parlement, de Federale Vergadering, dat in twee huizen werd verdeeld, een lagerhuis, het Huis van het Volk en een hogerhuis, het Huis van de Naties. Het Nationaal Front (Nf), gedomineerd door de Communistische Partij van Tsjecho-Slowakije (KSČ) won alle zetels in het parlement.

## Uitslag

### Huis van het Volk
| Nationaal Front (Nf)            | 10.153.572 |       | 200 / 200 |
| Blanco/ ongeldige stemmen       | -          | -     | -         |
| Totaal                          | 10.197.234 | 100%  | 200       |
|                                 |            |       |           |
| Geregistreerde kiezers/ opkomst | 10.253.796 | 99,4% | -         |
| Bron: IPU                       |            |       |           |

### Huis van de Naties
| Coalitie                        | Stemmen    | %     | Zetels    |
| ------------------------------- | ---------- | ----- | --------- |
| Nationaal Front (Nf)            | 10.144.464 |       | 150 / 150 |
| Blanco/ ongeldige stemmen       | -          | -     | -         |
| Totaal                          | 10.197.234 | 100%  | 150       |
|                                 |            |       |           |
| Geregistreerde kiezers/ opkomst | 10.253.796 | 99,4% | -         |
| Bron: IPU                       |            |       |           |

### Tsjechische Nationale Raad
| Coalitie             | Partij of groep                                   | Stemmen  | % | Zetels    |
| -------------------- | ------------------------------------------------- | -------- | - | --------- |
| Nationaal Front (Nf) | Communistische Partij van Tsjecho-Slowakije (KSČ) |          |   | 145 / 200 |
| Nationaal Front (Nf) | Onafhankelijk                                     | 41 / 200 |   |           |
| Nationaal Front (Nf) | Tsjecho-Slowaakse Socialistische Partij (ČSS)     | 15 / 200 |   |           |
| Nationaal Front (Nf) | Tsjecho-Slowaakse Volkspartij (ČSL)               | 15 / 200 |   |           |
| Totaal               |                                                   |          |   | 200       |
| Bron: CZSO           |                                                   |          |   |           |

### Slowaakse Nationale Raad
| Nationaal Front (Nf)(a)                                |  |  | 150 / 150 |
| Totaal                                                 |  |  | 150       |
| (a) KSS (102), SS, SSO, Onafhankelijke kandidaten (48) |  |  |           |
| Bron: CZSO                                             |  |  |           |

## Verwijzingen
Parlementsverkiezingen in Tsjecho-Slowakije:
1920 · 1924 · 1925 · 1929 · 1935 · 1946 · 1948 · 1954 · 1960 · 1964 · 1971 · 1976 · 1981 · 1986 · 1990 · 1992

Verkiezingen voor de Tsjechische Nationale Raad:
1971 · 1976 · 1981 · 1986 · 1990 · 1992

Verkiezingen voor de Slowaakse Nationale Raad:
1971 · 1976 · 1981 · 1986 · 1990 · 1992